# Den stora jakten
Den stora jakten är en amerikansk komedifilm från 2011 som handlar om tre fågelskådare som vill vinna The Big Year, en tävling som går ut på att se så många olika fågelarter som möjligt under ett kalenderår. Filmen regisserades av David Frankel, som även gjort bland annat Djävulen bär Prada och Marley & jag. I Sverige fick filmen ingen biopremiär utan släpptes direkt på videomarknaden.
Skådespelare: Steve Martin, Owen Wilson, Jack Black och Jim Parsons.